# アナトリー・サプチャーク
アナトリー・アレクサンドロヴィッチ・サプチャーク（ロシア語: Анато́лий Алекса́ндрович Собча́к,Anatolii Aleksandrovich Sobchak　サプチャク、ソプチャク、ソプチャークなどと表記される。1937年8月10日 - 2000年2月20日）は、ソビエト連邦及びロシアの急進改革派の政治家。サンクトペテルブルク市長。法学博士。ロシア連邦大統領のウラジーミル・プーチンとドミートリー・メドヴェージェフは教え子であり、プーチンとメドベージェフの政界進出のきっかけを作った。

## 来歴・人物
1937年8月10日、東シベリアのチタに鉄道技師の家庭に生まれる。1959年レニングラード大学法学部を卒業。スタヴロポリ地方で弁護士として働き、次いで同地方で法律相談事務所の所長を務める。その後レニングラードのソ連内務省民警特別学校、紙パルプ工業技術学校を経て、母校のレニングラード大学法学部に転じ、講師、助教授を経て、経営法講座主任教授となる。プーチンはこの時の教え子である。法律問題で12冊の著書と多数の論文を発表する。1988年ソ連共産党に入党。
1989年3月にソ連人民代議員の候補者に推薦され、経済と司法の改革を主張して当選した。同時に最高会議代議員に選出され、急進改革派の地域間代議員グループのメンバーに名を連ね、アンドレイ・サハロフやガリーナ・スタロヴォイトワとともにヨーロッパ＝アジア・ソビエト共和国連邦（ロシア語: Союз Советских Республик Европы и Азии）へのソ連の再編を主張した。同年4月におきたグルジア・トビリシ市民デモの弾圧に関する調査委員会の委員長となり、当局の責任を厳しく追及した。1990年レニングラード市ソビエト議長に選出される。エリツィン、ガブリール・ポポフらとともにソ連共産党を離党した。1991年6月レニングラード市長に選出される。同時にロシア民主改革運動設立に参加し、共同議長に就任する。
8月クーデターではレニングラードにあって、ゲンナジー・ヤナーエフ副大統領らの国家非常事態委員会を非難し、ミハイル・ゴルバチョフ書記長の復帰を求めた。同時に現地軍幹部に接触し、クーデター側に着かないように説得に成功した。クーデターの失敗を受けて、「レニングラード」から「サンクトペテルブルク」の旧称を復活させた。11月7日行われた十月革命記念日で軍事パレードを廃止し、代わりに「万歳、サンクトペテルブルク」という市民集会を開催した。この催しにサプチャークは、国外に亡命していたロマノフ家家長のウラジーミル・キリロヴィチ・ロマノフ大公を招聘して、新生サンクトペテルブルクを再びヨーロッパに向かって開かれた窓にすることを宣言した。

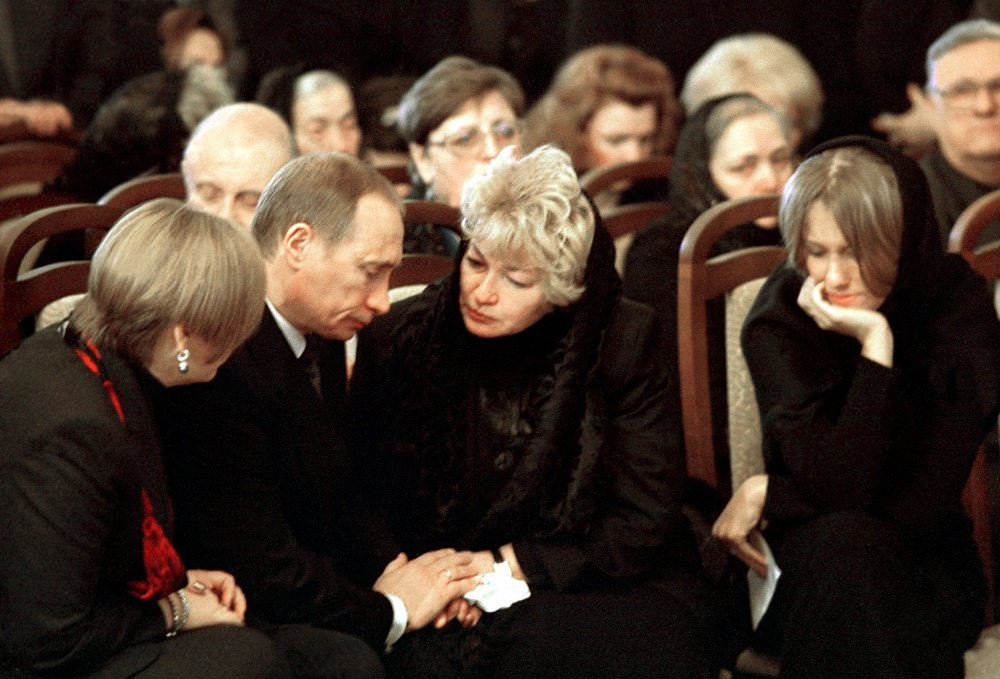
サプチャークの葬儀で顔を合わせるプーチンとサプチャークの遺族（2000年）

1994年6月、レニングラード大学の教え子に当たるプーチンを第一副市長に任命する。プーチンは市政でその手腕を発揮し、後にこれがきっかけで中央政界に進出することになる。1996年6月サンクトペテルブルク市長選の決選投票で部下のウラジーミル・ヤコブレフ第一副市長に僅差で敗北した。1997年、国有財産横領の嫌疑をかけられ、一時フランスに亡命していたが、かつての部下のプーチンが1999年に首相に就任すると、ロシアに帰国した。
2000年2月16日にミーティングを行なった少しあと、2月20日にプーチンの大統領選挙の支援活動の旅行中にカリーニングラード州スヴェトロゴルスクで急死した。公式の死因は心臓発作とされているが、ジャーナリストのアンドレイ・カラウロフ（Andrei Karaulov）によれば、医療専門家2名の見解はそれに矛盾している。サプチャークの死の犯罪捜査は2000年5月6日に一度だけ、二ヶ月以上後に、開かれた。ヴァレリヤ・ノヴォドヴォルスカヤ率いる民主同盟の公式声明によれば、サプチャークだけでなく他にも彼の二人の協力者が同時に、毒薬の投与を示す心臓発作で死亡している。他の二人は、サプチャークの死に同席していたが、彼らの名前は一般には公表されていない。

## エピソード
有力な急進改革派政治家の旗手の一人として、法律知識の豊かさとテレビ映りの良さ、そして最大の武器であった弁舌力によって短期間でロシア政治の風雲児となった。しかし、反面、雄弁であるが故、相手に対する批判が峻烈極まりなく、ソフトイメージや温和性を欠いていたきらいは拭えなかった。また、インテリゲンツィヤにありがちな陥穽（かんせい）として、現実と理論が対立する場合、理論の方を優先しがちで実質的な行政手腕は劣り気味であったという人物評価もされていた。さらに権力者となったサプチャークは市長権限を濫用し、市民の支持を失っていった。